# Ornithopus micranthus
Ornithopus micranthus, vrsta jednogodišnje biljke iz roda ptičja noga, porodica mahunarki. Raste po Južnoj Americi, i to na jugu Brazila, sjeveroistočnoj Argentini i Urugvaju.